# Ismail II. (Schah)

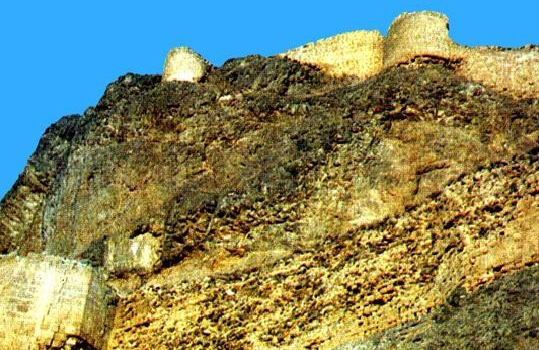
Die Festung Qahqaheh, wo Ismail fast 20 Jahre eingesperrt war.

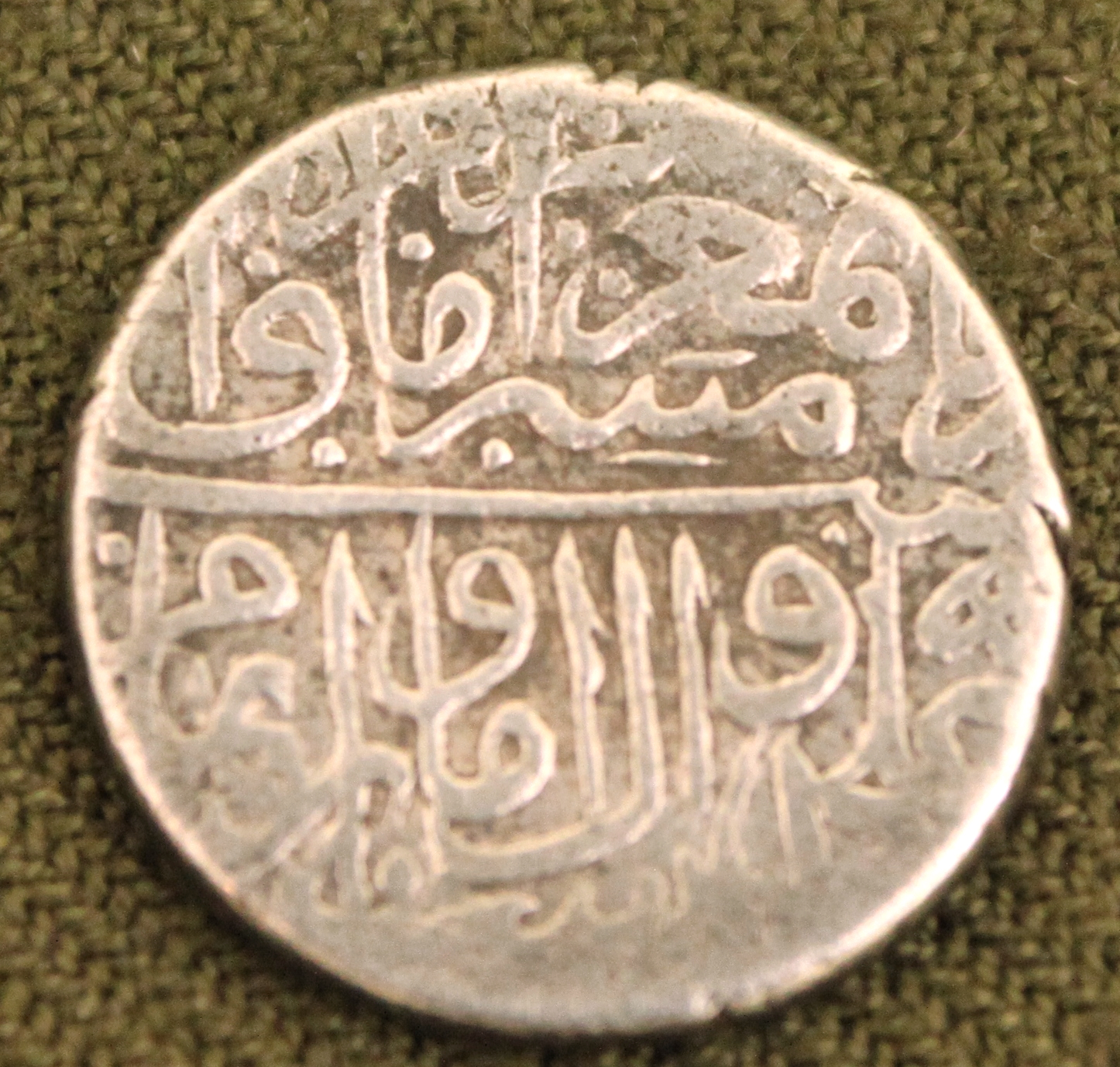
Silbermünze aus der Herrschaft Ismails von 1576.

Ismail II. (persisch اسماعیل دوم‎; * 31. Mai 1537 in Ghom; † 24. November 1577 in Qazvin) war von 1576 bis 1577 der dritte safawidische Schah des Iran. Er war der zweite Sohn Tahmasps I. und der Qadam-Ali Sultan Chanom, die zu den Aq Qoyunlu gehörte. Nach der Flucht seines Onkels Alqas Mirzas ins gegnerische Osmanische Reich folgte Ismail 1547 ihm als Gouverneur von Schirwan nach. Dort mussten er und seine Berater (Lālā) sich mit einem Aufstand Burhan Ali bin Khalilullahs II. rumschlagen, der das Reich der Schirwanschahs wieder errichten wollte. Im nachfolgenden Konflikt mit den Osmanen zog Ismail im August 1548 mit 7000 Mann gegen Kars, brandschatzte die Stadt und schleifte ihre Festung. Es folgten in den späteren Jahren noch mehrere Kampagnen gegen die Osmanen und pro-osmanischen Kräfte, wie zum Beispiel 1552 ein Angriff gegen Erzurum.
1549 verstarb Tahmasps Bruder Bahram Mirza, der gleichzeitig Kronprinz war. So wurde Ismail zum Kronprinzen ernannt. Nach seiner Heirat zog er 1555 nach Qazvin an den Hof seines Vaters. Hier begann er wohl mehrere Liebschaften mit anderen Männern und betrieb Pädophilie. Eigentlich sollte er zum Gouverneur Hamadans ernannt werden, doch brach er sich bei einem Ausflug mit einem seiner Geliebten ein Bein. Tahmasp war darüber so wütend, dass er Ismail noch im selben Jahr ohne eine Zeremonie stattdessen nach Herat in den Osten schickte. Auf dem Weg dorthin besuchte Ismail viele Städte in Chorasan. Nach zwei Jahren wurde er wieder nach Qazvin beordert. Doch anstatt Ismail zu empfangen, ließ ihn sein Vater verhaften und in der Festung Qahqaheh bei Ardabil einsperren. Grund dafür war eine angebliche Verschwörung Ismails gegen seinen Vater. Er verbrachte fast ganze 20 Jahre dort.
Schah Tahmasp verstarb im Mai 1576 ohne einen Nachfolger ernannt zu haben. Unter seinen Armeeangehörigen und den Höflingen bildeten sich zwei Fraktionen heraus, die jeweils eigenen Kandidaten für den Thron hatten. Diese Feindschaft der beiden Gruppen war schon mehrere Jahre alt. Ismail wurde von den Stammesführern der Afscharen, der Turkmenen, der Tekelu und Rumlu unterstützt. Sein Halbbruder Haydar Mirza wurde von den Ostadschlu, den Kadscharen, Schaykavand und Georgiern unterstützt. Da Ismail immer noch eingesperrt war, rief sich Haydar Mirza zum neuen Herrscher aus, wurde aber von Ismails Unterstützern in Arrest genommen und am 25. Mai 1576 hingerichtet.
Ismail kam am 31. Mai frei und machte sich mit Tausenden auf den Weg nach Qazvin. Am 1. September 1576 wurde er im Pavillon Tschehel Sotun inthronisiert. Ismail verhalf vielen seiner Unterstützern zu Schlüsselpositionen. Einige dieser Männer waren zusammen mit Ismail in Qahqaheh inhaftiert. Die Unterstützer Ismails dachten wegen seiner militärischen Erfolge gegen Osmanen, dass das Reich sich militärisch und gesellschaftlich stabilisieren würde. Doch kaum zwei Monate im Amt, ließ Ismail alle männlichen Mitglieder des Herrscherhauses hinrichten. Die Morde an seinen Verwandten wurden durch seinen Minister für religiöse Angelegenheiten Mirza Makdum Scharifi-Schirazi damit gerechtfertigt, dass fast alle männlichen Nachkommen der ersten beiden Schahs aus Zeitehen stammten und somit Bastarde waren. Die Zeitehe war bei den Schiiten, zu denen die Safawiden gehören, legitim. Doch unter Ismail wuchs der Einfluss von sunnitischen Ansichten und Mirza Makdum Scharifi-Schirazi selbst wurde als Krypto-Sunnite beschrieben. Er schrieb später, dass er nach langen Diskussionen mit Ismail diesen von den Morden überzeugen konnte. Ismail fing an schiitische Kleriker und Richter zu entmachten und alle religiösen Angelegenheiten unter seiner Obhut zu zentralisieren. Ismail verbot das Verfluchen der sunnitischen Kalifen, Imamen und Geistlichen, was unter dem Begriff des Tawallā wa Tabarrā im Iran üblich war. Des Weiteren ließ Ismail die Namen der schiitischen Imame von den Mauern der Freitagsmoschee in Qazvin entfernen und neue Münzen ohne deren Namen prägen.
Diese prosunnitische Politik brachte die Kizilbasch und seine eigene Schwester Perichan Chanom gegen ihn auf. Die Verschwörer planten, Ismail zu ermorden. Sie machten sich Ismails Drogenkonsum zunutze und vergifteten sein Opium. Ismail starb in der Nacht zum 24. November 1577. Seine Leiche wurde in der Imamzade Hoseyin in Qazvin bestattet. Sein Nachfolger wurde sein Bruder Mohammad Chodābande.
Einige Chronisten stellten Ismail als gerechten Herrscher dar, der dem Reich Stabilität und Sicherheit verliehen hatte. Doch wichtigeren Chronisten wie Hasan Rumlu und Eskandar Beg nach war Ismail irrational, pervers und unfähig. Nach ihnen führte er das Reich fast in den Abgrund.
Ismail heiratete 1555 in Täbris mit Safiya Sultan Chanom und zog mit seiner Frau in das Haus seines Onkels Bahram Mirza nach Qazvin. Das Ehepaar hatte nur eine Tochter. Später heiratete Ismail drei weitere Frauen, von denen sein Sohn Soja al-Din Mohammad (* 1577) stammt.